# Brnířov

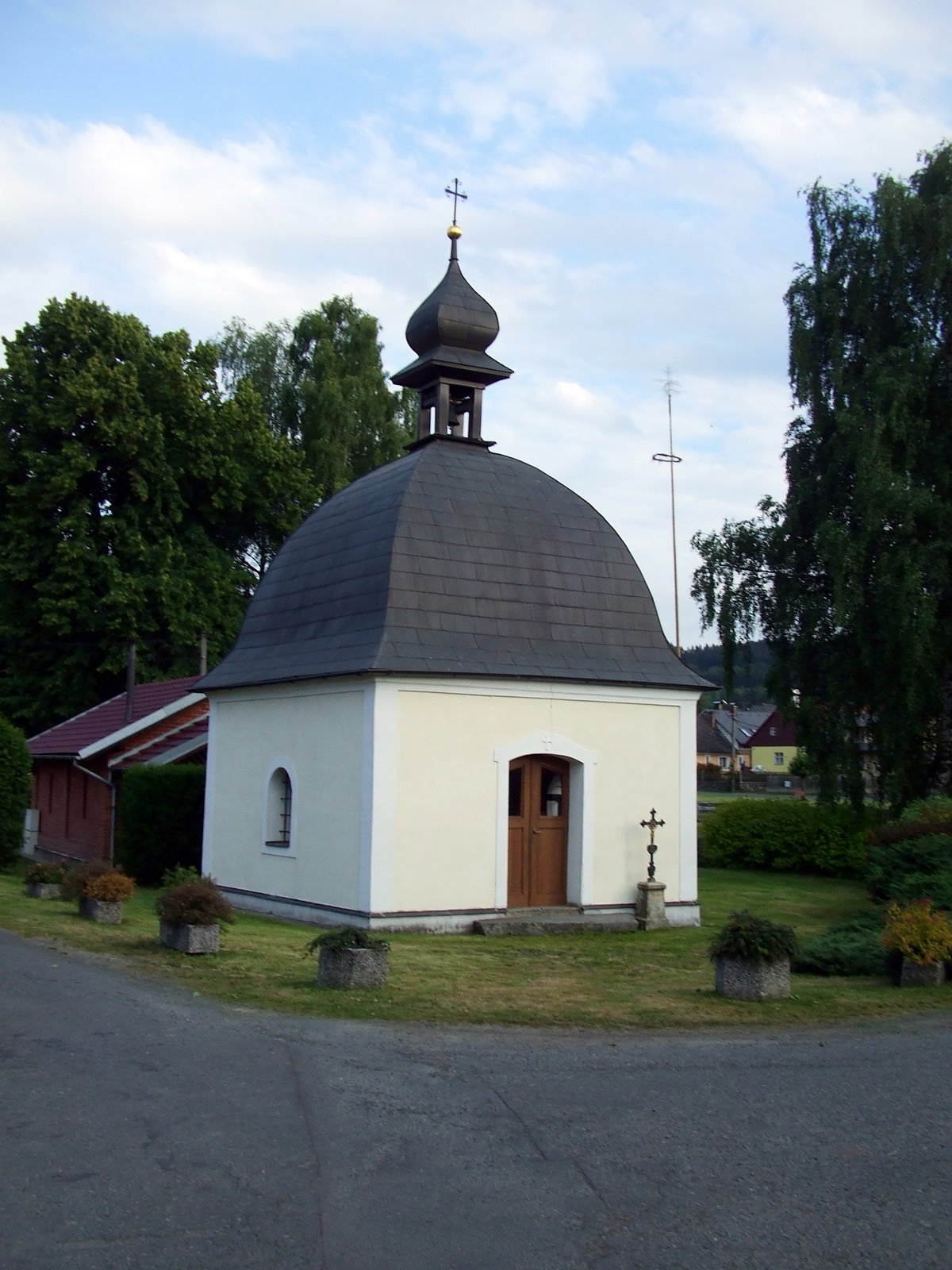
Kapelle des hl. Martin

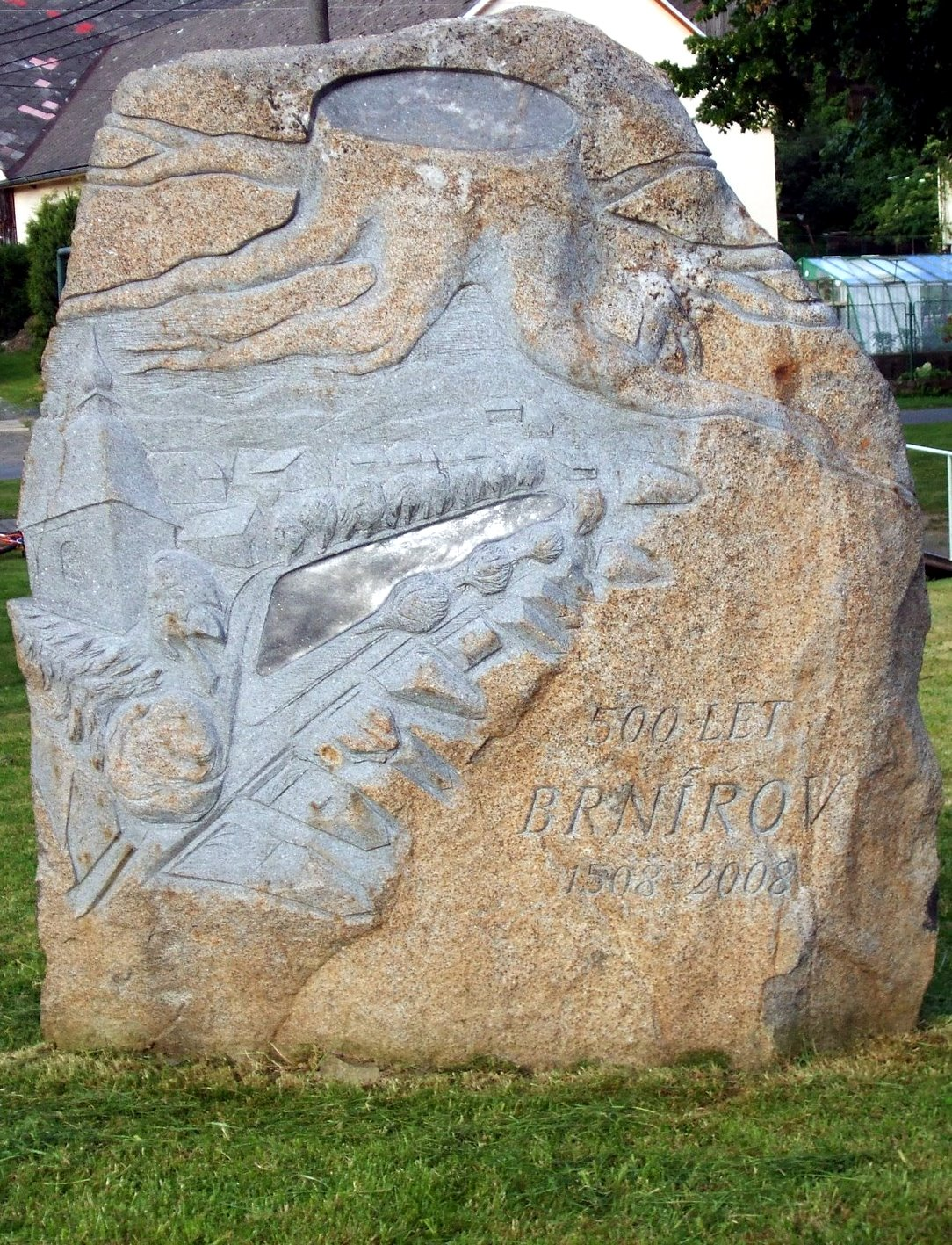
Gedenkstein zum 500. Jubiläum der Ortsgründung

Brnířov (deutsch Premirschen) ist eine Gemeinde in Tschechien. Sie liegt einen Kilometer südöstlich von Kdyně und gehört dem Okres Domažlice an.

## Geographie
Brnířov befindet sich in der Neugedeiner Furche und wird vom Zahořanský potok durchflossen. Nordöstlich erhebt sich der Koráb, östlich die Kněžská hora (690 m) und im Südwesten am Neumarker Pass der Bezný (658 m). Durch Brnířov führt die Staatsstraße 22 von Klatovy nach Domažlice. Westlich verläuft die Eisenbahnstrecke Klatovy–Domažlice, deren nächste Bahnstation Kdyně in Prapořiště liegt.
Nachbarorte sind Kdyně und Kojetice im Norden, Branišov und Dobříkov im Osten, Hluboká im Südosten, Vítovky und Nová Ves im Süden, Hamličky und Brůdek im Südwesten sowie Prapořiště im Westen.

## Wappen
Beschreibung: In Grün und Silber geteilt, oben ein silberner Harnisch von zwei silbernen Ledermesser ? begleitet; unten ein schwarzer ausgerissener Baumstumpf.

## Geschichte
Die erste urkundliche Erwähnung von Brnířov erfolgte im Jahre 1508 im Zuge des Übertragung der Burg Riesenberg nach dem Tode von Půta Švihovský an dessen Sohn Břetislav. Nach dem Ende des Dreißigjährigen Krieges weist die berní rula für das vom St.-Wenzels-Wald umgebene Dorf Brnířov 37 Bewohner aus.
In der zweiten Hälfte des 17. Jahrhunderts erwarb Polyxena von Lobkowitz, die Ehefrau des berüchtigten „Lomikar“ Wolf Maximilian Laminger von Albenreuth, die Herrschaft Riesenberg einschließlich Brnířov. 1839 bestand das Dorf aus 30 Häusern und hatte 283 Einwohner. Im Jahre 1888 fuhr die erste Eisenbahn von Klattau nach Taus. 1899 lebten in Brnířov 298 Menschen und 1930 waren es 352, von denen 350 der tschechischen Volksgruppe angehörten. Am 4. Mai 1945 besetzten amerikanische Truppen den Ort. 1960 wurde Brnířov nach Kdyně eingemeindet, seit 1990 ist der Ort wieder selbständig.

## Sehenswürdigkeiten
- Barocke Wallfahrtskirche St. Anna auf dem Berg Svatá Anna (Tannaberg) bei Hájek
- Kapelle des Hl. Martin, am Dorfplatz, 1854 errichtet
- Gedenkstein Brnířovský pařez, enthüllt 2008